# Turriaco
Turriaco este o comună din provincia Gorizia, regiunea Friuli-Veneția Giulia, Italia, cu o populație de 2.754 locuitori (1 ianuarie 2023) și o suprafață de 5,18 km².

## Demografie
Turriaco - evoluția demografică

|  | Graficele sunt indisponibile din cauza unor probleme tehnice. Mai multe informații se găsesc la Phabricator și la wiki-ul MediaWiki. |

Date: Recensăminte sau birourile de statistică - grafică realizată de Wikipedia